# 兰吉银
兰吉银（1963年—），湖北省武穴市人，中国人民解放军少将。

## 生平
1963年，兰吉银生于武穴市花桥镇赤湖桥村一个农民家庭。兰吉银的父亲是中国共产党党员。兰吉银的父母育有两子四女，兰吉银排行第一。因为贫穷，兄妹6人只好抓阄轮流读书，7岁的兰吉银就学会了边读书边干农活。但家庭贫困使得兰吉银的几个弟弟妹妹先后辍学。兰吉银是全家学习成绩最好的孩子。1980年，兰吉银考入西安中国人民解放军第二炮兵学院，成为村里第一个大学生。后来，兰吉银成为中国人民解放军火箭军第五十一基地司令员。2017年，火箭军各基地更名，兰吉银继续任基地司令员。同年7月，在庆祝中国人民解放军建军90周年阅兵中，担任常规导弹第一方队领队。